# Pneumática

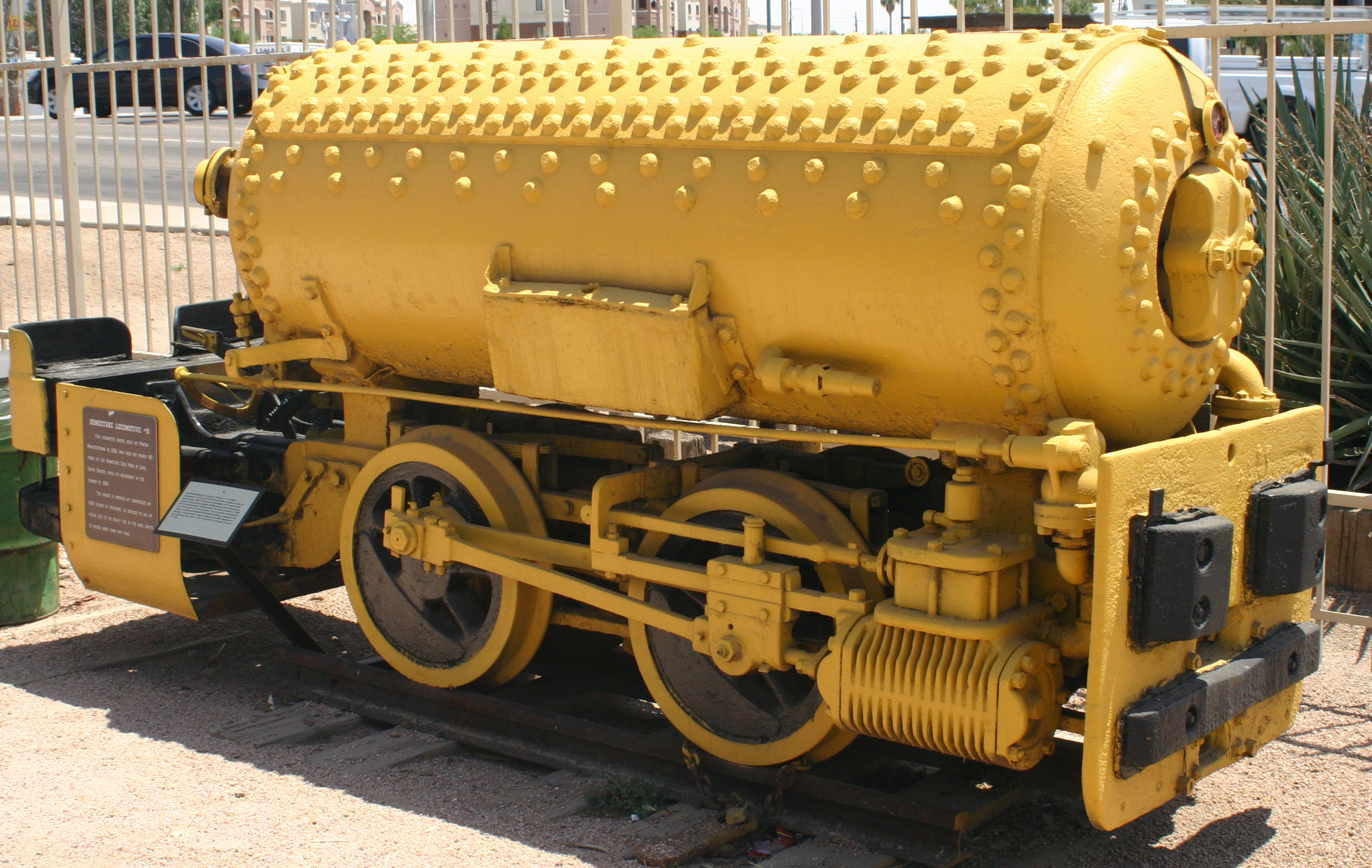
Antigo sistema pneumático de uma locomotiva.

Pneumática (derivado do termo grego: πνευμα [pneuma significa "fôlego", "sopro", logo pneumática é o sopro em movimento]) é o ramo da física que estuda o uso do gás ou ar pressurizado. Pode ser utilizado numa alta gama de aplicações, tais como: acionamento de cilindros, equipamentos médico-hospitalares, pinturas, pulverizações, para criação de movimentos mecânicos lineares, angulares e rotativos. Na indústria, a automação pneumática está ligada a um aumento na produtividade e a um menor custo operacional.

## Vantagens
- Incremento da produção com investimento relativamente pequeno;
- Simples construção dos elementos de trabalho;
- Fácil entendimento da lógica de operação;
- Redução dos custos operacionais: A rapidez nos movimentos pneumáticos e a libertação do operário (homem) de operações[3] repetitivas possibilitam o aumento do ritmo de trabalho, aumento de produtividade e, portanto, um menor custo operacional;
- Robustez dos componentes pneumáticos: A robustez inerente aos controles pneumáticos torna-os relativamente insensíveis a vibrações e golpes, permitindo que ações mecânicas do próprio processo sirvam de sinal para as diversas sequências de operação.
- Facilidade de implantação e manutenção: Pequenas modificações nas máquinas convencionais, aliadas à disponibilidade de ar comprimido, são os requisitos necessários para implantação dos controles pneumáticos;
- Resistência a ambientes hostis: Poeira, atmosfera corrosiva, oscilações de temperatura, umidade e submersão em líquidos raramente prejudicam os componentes pneumáticos quando projetados para essa finalidade;
- Simplicidade de manipulação: Os controles pneumáticos não necessitam de operários especializados para sua manipulação;
- Segurança: Como os equipamentos pneumáticos envolvem sempre pressões moderadas, esses são seguros contra possíveis acidentes envolvendo trabalhadores no equipamento, além de evitarem problemas de explosão;
- Redução do número de acidentes: A fadiga é um dos principais fatores que favorecem acidentes; a implantação de controles pneumáticos reduz sua incidência (liberação de operações repetitivas).
- Pode ser usada na área de pintura como lixa, chave parafusadeira de impacto, chave de impacto pneumática, macaco hidro pneumático;

## Desvantagens
- O ar comprimido necessita de uma boa preparação para realizar o trabalho proposto: remoção de impurezas, eliminação de umidade para evitar corrosão nos equipamentos, engates ou travamentos e maiores desgastes nas partes móveis do sistema;
- Os componentes pneumáticos são normalmente projetados e utilizados a uma pressão máxima de 1723,6 kPa. Portanto, as forças envolvidas são pequenas se comparadas a outros sistemas. Assim, não é conveniente o uso de controles pneumáticos em operação de extrusão de metais, tendo uso mais vantajoso para recolher ou transportar as barras extrudadas;
- O ar é um fluido altamente compressível, portanto é impossível de se obter paradas intermediárias e velocidades uniformes. O ar comprimido é um poluidor sonoro quando são efetuadas exaustões para a atmosfera. Velocidades muito baixas são difíceis de ser obtidas com o ar comprimido devido às suas propriedades físicas. Neste caso, recorre-se a sistemas mistos (hidráulicos e pneumáticos).

## Programas informaticos para a automação pneumática
Muitas vezes, pela complexidade e a necessidade das indústrias de rapidez na operação de sistema dependentes da pneumática, são implementados softwares de programação desenvolvidos por fabricantes deste tipo de produto. Neste tipo de software é possível testar o funcionamento de circuitos pneumáticos, eletropneumáticos e circuitos com CLP e PID, sem a possibilidade de erros por operação lógica.